# Protectorat del Golf de Biafra
El protectorat del Golf de Biafra fou un protectorat britànic establert el 30 de juny de 1849 a petició dels comerciants britpanics i avalat per tractats signats amb el rei de Bonny, Pepple, el més important dels quals es va concretar el 2 de desembre de 1849. Anava del riu Níger fins a Bimbia (després Camerun). El cònsol encarregat era el de Port Clarence a l'illa espanyola de Fernando Poo, però el 1855 el cònsol va passar a Calabar (Old Calabar). No hi havia cap cessió de sobirania, perquè el cònsol tenia bàsicament funcions comercials: protegir i estendre el comerç al territori sota la seva jurisdicció. Una funció essencial dels cònsols britànics fou vigilar que les condicions dels tractats comercials fossin escrupolosament respectades, i en la zona Gran Bretanya havia signat diversos tractats de comerç i amistat a partir de 1830 (i en va seguir signant fins al 1870). Aquests tractats indicaven que cap subjecte britànic podia ser detingut o maltractat i que si es feia es trobaria amb l'oposició de la Reina que podria declarar al cap i el seu territori enemic i homes armats podrien ser enviats immediatament per a protegir els nacionals britànics. Les disputes serien resoltes en una reunió entre el cap o caps implicats, d'un costat, i els propietaris dels vaixells comercials, de l'altra; el càstig de britànics que maltractessin als nadius estava reservat als propietaris dels vaixells; i els caps locals protegirien als subjectes britànics a canvi d'una subvenció. En els tractats també es prohibia expressament el trafic d'esclaus, i en cas de fer-se, Gran Bretanya estava autoritzada a emprendre accions militars per posar-hi fi. En virtuts dels diversos tractats els cònsols van assumir una sèrie de competències judicials, policials i fins i tot administratives, tant per resoldre diferències entre comerciants i indígenes com ocasionalment en el govern intern dels regnes locals, interferint en el govern i arribant a deposar alguns caps.
El 1861 es va considerar necessari estendre la jurisdicció dels cònsols sobre els comerciants, que era preventiva, fos també coercitiva, ja que fins aleshores els actes de l'estat britànic contra els seus subjectes no era imperativa pels comerciants el que s'havia aprofitat per cometre certs crims contra els nadius amb impunitat. D'acord amb la llei internacional es va fer un requeriment als caps locals per cedir la jurisdicció pertinent, però els caps de la zona del Delta del Níger, sospitant alguna insidia, s'hi van negar i la negativa es va mantenir més de 10 anys, fins que finalment una Order-in-Council de 1872 va autoritzar al cònsol a fer regulacions per la pau, l'orde i el bon govern dels súbdits britànics i poder castigar els britànics que fessin actes contra els nadius contraris a aquestes normes i regulacions i contràries a la llei criminal d'Anglaterra. Al mateix temps es va confirmar a les corts d'equitat que s'havien establert al llarg dels anys (com a reacció a la moltes vegades inadequada protecció del cònsol) per decidir en els conflictes afectant al propietaris i tripulants dels vaixells de càrrega britànics. La jurisdicció del cònsol i de les corts d'equitat no s'estenien només a qualsevol persona sota la corona britànica, sinó també a estrangers quan el seu govern hi donés el consentiment; la jurisdicció sobre els nadius reconeguda pels tractats i exercida informalment, no anul·lava la dels caps locals, si bé progressivament els caps l'exercien a més interferència del cònsol. En tot cas tota la jurisdicció adquirida pels tractats i l'ordre de 1872 era sobre persones, i mai sobre territoris.

## Antecedents
En els segles XVII i XVIII els ports d'Ubani i Calabar foren les principals factories de traficants d'esclaus de la zona, especialment la primera, que era la principal ciutat estat del delta amb el suport dels seus mercats interiors d'Essene, Obunku, Ngwa i Ndele. La seva condició de principal estat del delta es va confirmar amb la submissió de Kalabari (anomenat també Nou Calabar per distingir-la de Calabar) el 1790, després de diversos conflictes armats.
Però quan el 1807 el tràfic fou prohibit, Calabar que ja combinava esclaus amb altres productes va esdevenir el principal port comercial de la zona, principalment d'oli de palma. El 1826 el rei Pepple de Bony tenia el títol de "conqueridor de Calabar" i havia sotmès també Okrika. En canvi mantenia bones relacions amb el Regne de Nembe per un suposat origen comú derivat d'una mateixa divinitat i un parentiu cert entre les dues cases reials. Per aliança (com per exemple amb Warri) o per conquesta Bonny va estendre la seva influència a tot el golf, amb l'única rival seriosa de Calabar i un gran nombre de pobles lligats a aquesta formant una federació molt estable políticament.
El 1829 el rei Opoobo Fubara Pepple de Bonny va morir sense un successor clar i un rei fou proclamat i deposat immediatament, substituït per un altre, Bere-ibibo Pepple, amb forta oposició i l'anarquia es va apoderar de Bonny fins que el 1830 es va establir una regència. Després del 1830 les demandes d'oli de palma es van incrementar i Calabar va esdevenir un port molt prosper mentre Bonny perdia importància. El 1836 William Dappa Pepple Perekule es va aconseguir imposar com a rei (fou coronat el gener de 1837) i per millorar la sort del seu poble va optar per impulsar la producció d'oli de palma i cridar europeus a establir-se al país amb èmfasi a l'educació dels joves. Però no va poder impedir que els vaixells de càrrega entressin pel delta cap als mercats interiors, ni va ser eficaç la prohibició de les canoes d'anar als vaixells; finalment el 1844 va declarar la guerra als vaixells de càrrega, conflicte que s'allargaria uns anys.
El 1846 la United Seccession Church of Scotland va obrir una missió a Calabar causant l'alarma del rei de Bonny. El 1848 el rei Dadda Pepple i quatre dels seus notables van demanar a la African Association d'exercir la seva influència per aconseguir l'enviament de missiones de la United Presbyterian Church of Scotland que tenia missions a Calabar des de 1844; missioners britànics es van començar a establir al país Ioruba el 1843, per iniciativa de captius convertits de Sierra Leone. El 4 de juny de 1849 la United Prebyterian Church va informar favorablement al rei. El 30 de juny de 1849 el govern britànic declarava el protectorat sota autoritat del cònsol a Bonny i Port Clarence (Fernando Poo fins al 1855, després només cònsol de Bonny o del golf de Biafra). El 1850 es va obrir una missió a Kalabari a uns 40 km de Bonny, però fou abandonada pel seu clima poc sa pels europeus.
El 15 de febrer de 1850, per la influència missionera, la tradició de sacrificis humans a Calabar fou abolida. Però l'activitat missionera va fer impopular al rei Dappa i el 1852 fou enderrocat i una regència formada per Yanibo Pepple i Fred Pepple va agafar el poder amb el suport de la casa reial Manilla Pepple, però amb l'oposició d'un altra branca, l'Annie Pepple. Però el cònsol britànic, John Beecroft (1849-1854) va ratificar els canvis. La residència del cònsol era a Port Clarence però el 1852 es va traslladar a Calabar (anomenada Old Calabar).
Finalment Dappa fou deposat el 1854 i enviat a l'exili. Però el conflicte entre les diverses branques de la casa reial aviat va fer enyorar al rei. Dappa mentre s'havia convertit al cristianisme a Anglaterra el 3 d'octubre de 1856, i desconfiat a la United Prebyterian Church seguia ara la Christ Church; el 1860 ja havia arranjat amb missioners i notables el seu retorn que es va produir el 1861 sent retornat al tron el 18 d'agost de 1861.

## Cònsols britànics del Golf de Biafra i Port Clarence (Fernando Poo)
- 1849 - 1854 John Beecroft
- 1854 - 1855 James W.B. Lynslager (interí)

## Cònsols britànics del Golf de Biafra
- 1855 - 1861 Thomas Joseph Hutchinson
- 1861 - 1864 Sir Richard Francis Burton
- 1864 - 1867 Charles Livingstone

## Cònsols britànics dels Golfs de Biafra i de Benín
- 1867 - 1873 Charles Livingstone
- 1873 - 1878 George Hartley
- 1878 - 1879 David Hopkins
- 1879 - 1885 Edward Hyde Hewett